# Steel Authority of India Limited
Steel Authority of India Limited (SAIL; en español Autoridad del Acero de la India Limitada) es una corporación siderúrgica de propiedad estatal con sede en Nueva Delhi. Está bajo el control del Ministerio del Acero del Gobierno de la India, Constituida el 24 de enero de 1973, SAIL es el más grande productor de acero de la India.
SAIL opera y posee cinco plantas siderúrgicas integradas en Bhilai, Raurkela, Durgapur, Bokaro y Burnpur (Asansol) y tres plantas siderúrgicas especiales en Salem, Durgapur y Bhadravathi. También posee una planta de ferroaleaciones en Chandrapur. Como parte de programa de globalización. SAIL es una de las empresas públicas de más rápido crecimiento de la India. Además, cuenta con el Centro de I+D para Hierro y Acero (RDCIS), y con un Centro de Ingeniería en Ranchi, Jharkhand.
En 2023 tuvo una producción de acero de 19.18 millones de toneladas.

## Historia

### 1959-1973
SAIL tiene su origen en Hindustan Steel Limited (HSL), que se fundó el 19 de enero de 1954. Inicialmente, se diseñó para administrar solo una planta que se estaba construyendo en Rourkela.
Para las plantas siderúrgicas de Bhilai y de Durgapur, el trabajo preliminar fue realizado por el Ministerio del Hierro y el Acero. A partir de abril de 1957, la supervisión y el control de estas dos plantas siderúrgicas también se transfirieron a Hindustan Steel. El domicilio social estaba originalmente en Nueva Delhi, pero se trasladó a Calcuta en julio de 1956 y finalmente a Ranchi en diciembre de 1959.
Una nueva empresa siderúrgica, Bokaro Steel Limited, se fundó el 29 de enero de 1964 para construir y operar la planta siderúrgica de Bokaro. Las fases de un millón de toneladas de capacidad de las plantas siderúrgicas de Bhilai y Rourkela se completaron a finales de diciembre de 1961, la de la planta siderúrgica de Durgapur se finalizó en enero de 1962 después de la puesta en marcha de la planta de ruedas y ejes. La segunda fase de la planta de acero de Bhilai se completó en septiembre de 1967 después de la puesta en marcha del molino de alambrón. La última unidad de la fase de 1,8 MT de Rourkela, el Tandem Mill, se puso en servicio en febrero de 1968, la planta siderúrgica de Durgapur se completó en agosto de 1969 después de la puesta en servicio del Horno en SMS. Por lo tanto, con la finalización de la etapa de 2,5 MT en Bhilai, 1,8 MT en Rourkela y 1,6 MT en Durgapur. La compañía IISCO fue adquirida como subsidiaria en 1978 y luego se fusionó en 2006.

### Sociedad de cartera
El Ministerio de Acero y Minas redactó una declaración de la política para desarrollar un nuevo modelo de gestión de la industria, que se presentó al Parlamento el 2 de diciembre de 1972. Sobre esta base, se planteó el concepto de crear una sociedad de cartera para gestionar las entradas y salidas bajo una misma administración, lo que condujo a la formación de The Steel Authority of India Ltd. La empresa, constituida el 24 de enero de 1973 con un capital autorizado de ₹2.000 millones, se hizo responsable de la gestión de cinco plantas siderúrgicas integradas en Bhilai, Bokaro, Durgapur, Rourkela y Burnpur, la Planta de Aleaciones de Acero y la Planta de Acero de Salem. En 1978, SAIL se reestructuró como empresa operativa.

## Unidad principal

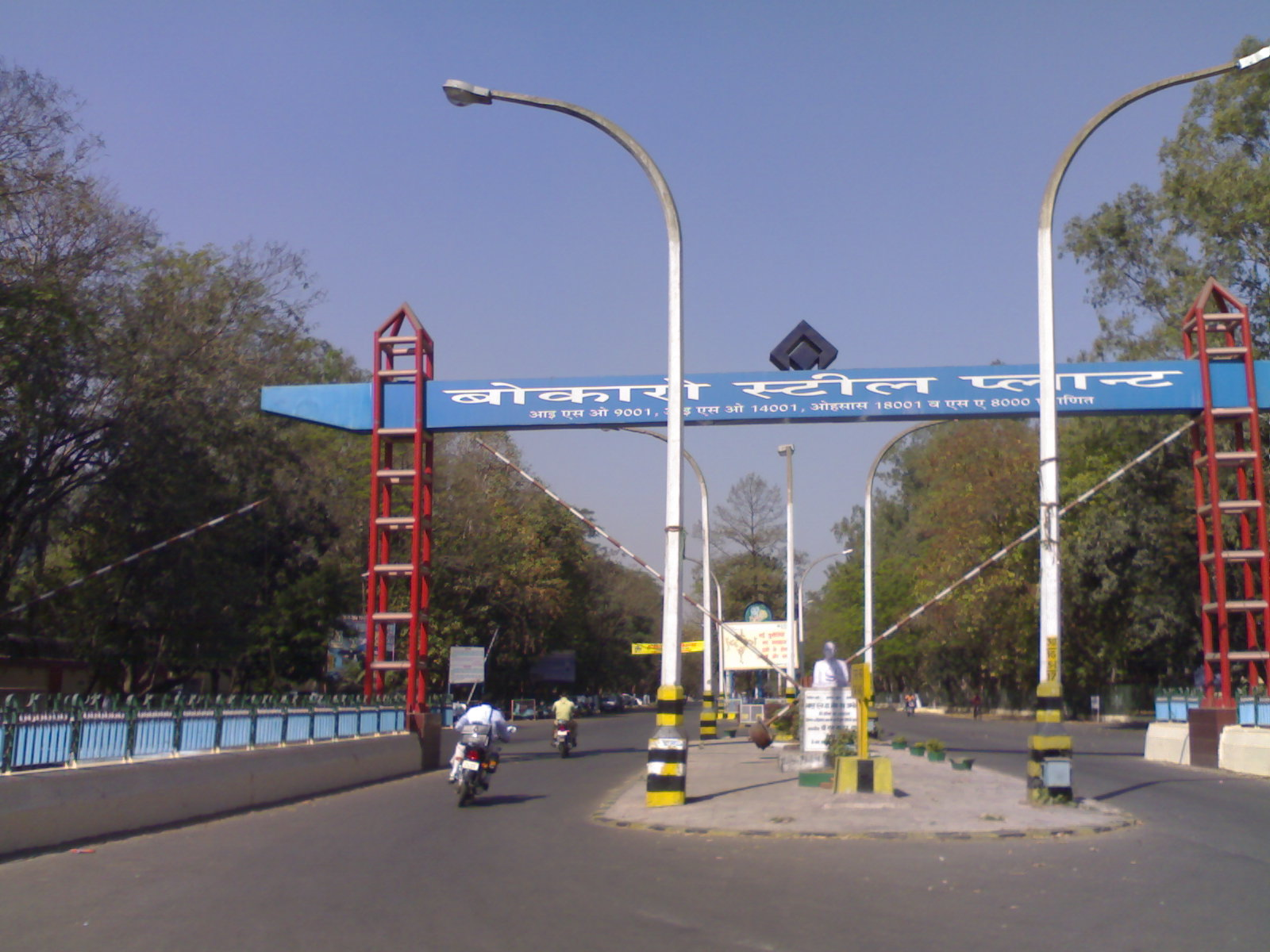
Acería de Bokaro

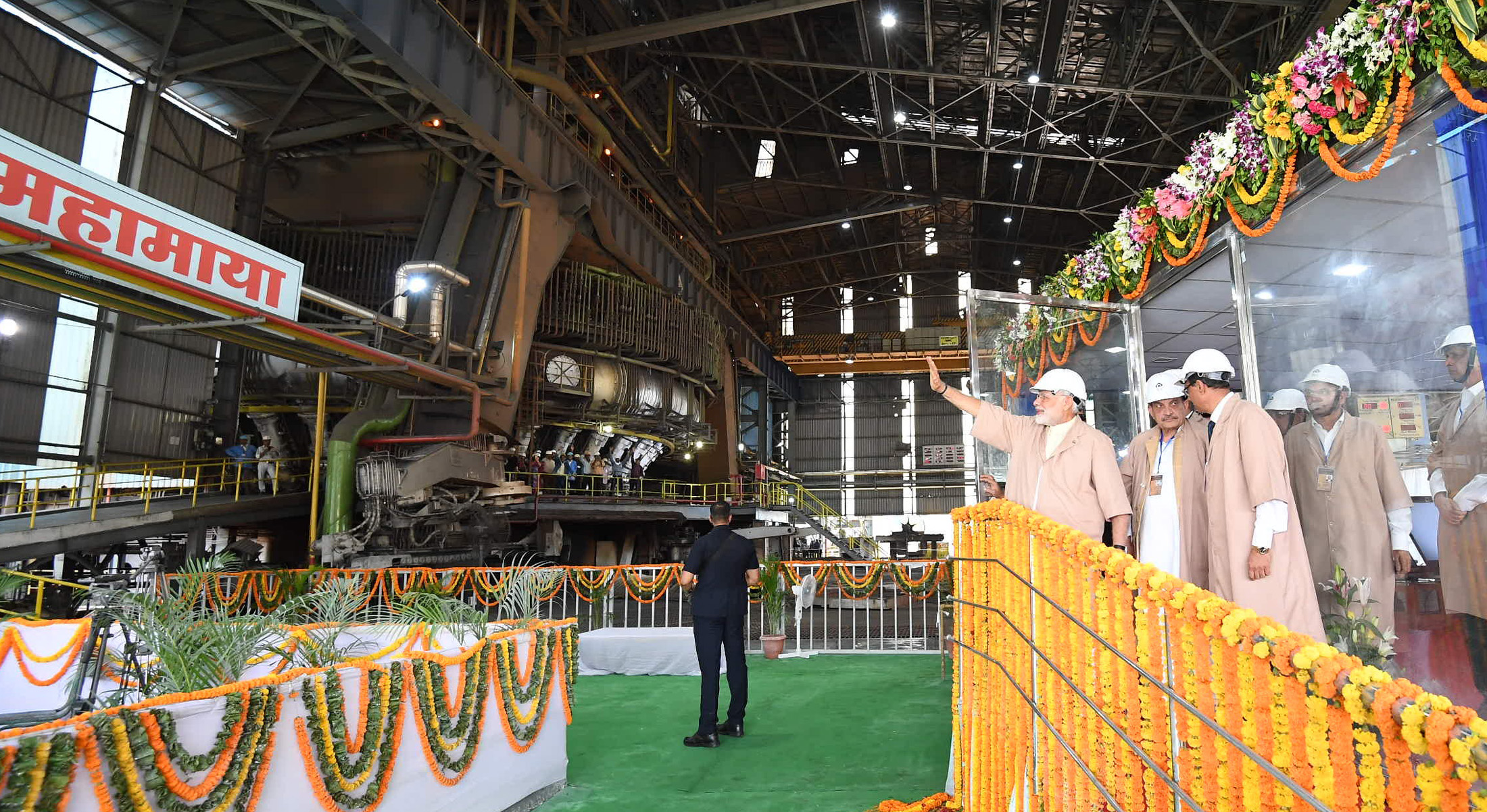
Acería de Bhilai

Plantas siderúrgicas integradas de SAIL
1. Planta Siderúrgica de Roukela (RSP) en Odisha establecida con colaboración alemana (la primera planta siderúrgica integrada en el sector público en India, 1959)
2. Acería de Bhilai (BSP) en Chhattisgarh, creada con colaboración soviética (1959)
3. Planta Siderúrgica de Durgapur (DSP), creada con colaboración británica (1965)
4. Planta Siderúrgica de Bokaro (BSL) en Jharkhand, establecida con colaboración soviética (1965). Es reconocida como la primera planta siderúrgica del país construida con el máximo contenido nacional indio en términos de equipo, material y conocimientos técnicos.
5. Planta Siderúrgica IISCO (ISP) de Burnpur en Asansol, Bengala Occidental. Equipada con el alto horno más grande del país, se modernizó en 2015 con una inversión de 16.000 millones de rupias, con una capacidad de producción total de 2,9 millones de toneladas anuales.[6]

Plantas de aceros especiales
1. Planta de Acero Aleado (ASP) de Durgapur, que abastece a las Factorías de Armamento Indias.[7]
2. Planta siderúrgica de Salem (SSP) de Maramangalathupatti, en Salem (Tamil Nadu).
3. Visvesvaraya Hierro y Acero Limitada (VISL), en Bhadravati.

Planta de ferroaleaciones
1. Planta de ferroaleaciones de Chandrapur (CFP), en Maharashtra.

Plantas de materiales refractarios - Unidad refractaria SAIL (SRU)
1. Unidad refractaria SAIL, Bhandaridah en Jharkhand
2. Unidad refractaria SAIL, Bhilai en Chhattisgarh
3. Unidad refractaria SAIL, IFICO, Ramgarh en Jharkhand
4. Unidad refractaria SAIL, Ranchi Road en Jharkhand

## Oficinas Centrales
1. Organización central de Mercadotecnia
2. Centro de Ingeniería y Tecnología
3. Centro de Investigación y Desarrollo del Hierro y el Acero
4. Organización de consultoría SAIL
5. División de Gestión Ambiental
6. Instituto de Capacitación Gerencial, Ranchi

## Empresas conjuntas

### NTPC SAIL Power Company Limited (NSPCL)
Una empresa conjunta al 50 % formada entre Steel Authority of India Ltd. (SAIL) y National Thermal Power Corporation Ltd. (NTPC Ltd.). Gestiona las centrales eléctricas de Rourkela, Durgapur y Bhilai con una capacidad combinada de 314 MW. Ha instalado capacidad adicional mediante la construcción de una planta de energía de 500 MW (2 unidades de 250 MW) en Bhilai. La generación comercial de la Unidad 1 se inició en abril de 2009 y de la Unidad 2 en octubre de 2009.
- NSPCL, Rourkela (2 x 60 MW)
- NSPCL, Durgapur (2 x 60 MW)
- NSPCL, Bhilai (2 de 30 MW + 1 de 14 MW)

Durante el año fiscal 2013-14, NSPCL generó 6156.091 MU de electricidad con un factor de planta del 86,33 %

### Bokaro Power Supply Company SA Ltd. (BPSCL)
Establecida en 2001, es una empresa conjunta al 50 % formada entre Steel Authority of India Ltd. (SAIL)' y Damodar Valley Corporation (DVC) y se dedica a la generación de energía y vapor y suministra energía y vapor (a varias presiones) a la planta de acero Bokaro de SAIL (BSL) ubicada en Bokaro para cumplir con los requisitos de proceso de BSL.
La planta tiene 9 calderas (5 calderas de 220 TPH cada una, 3 calderas de 260 TPH de capacidad cada una y 1 caldera de 300 TPH) y 7 generadores de turbina (un generador de turbina (TG) de contrapresión de 12 MW, 2 TG de 55 MW de capacidad cada uno, 3 TG de 60 MW de capacidad cada uno y un generador de turbina de contrapresión de 36 MW.
| TPP      | CALDERA | CAPACIDAD(T/Hr) | FECHA DE PUESTA EN MARCHA | CONSTRUIDA             | TIPO        |
| -------- | ------- | --------------- | ------------------------- | ---------------------- | ----------- |
| TPP      | 1       | 220             | 17.04.1972                | Kransy Kotelsic, Rusia | Tπ-156      |
| TPP      | 2       | 220             | 14.07.1972                | Kransy Kotelsic, Rusia | Tπ-156      |
| TPP      | 3       | 220             | 06.04.1974                | Kransy Kotelsic, Rusia | Tπ-156      |
| TPP      | 4       | 220             | 15.07.1980                | Kransy Kotelsic, Rusia | Tπ-156      |
| TPP      | 5       | 220             | 23.06.1980                | Kransy Kotelsic, Rusia | Tπ-156      |
|          | TOTAL   | 1100            |                           |                        |             |
| CPP      | 6       | 260             | 14.11.1985                | Rafaco, Polonia        | OPG-260     |
| CPP      | 7       | 260             | 30.07.1988                | Rafaco, Polonia        | OPG-260     |
| CPP      | 8       | 260             | 19.02.1989                | Rafaco, Polonia        | OPG-260     |
|          | TOTAL   | 780             |                           |                        |             |
| UNIDAD 9 | 9       | 300             | 02.09.2014                | Alstom India           | PCSM00 6071 |
|          | TOTAL   | 2180            |                           |                        |             |

| TPP      | TURBINA | CAPACIDAD(MW) | FECHA DE PUESTA EN MARCHA                    | CONSTRUIDA                                   | TIPO                                         |
| -------- | ------- | ------------- | -------------------------------------------- | -------------------------------------------- | -------------------------------------------- |
| TPP      | 1       | 12 (BPTG)     | 31.12.1974                                   | Kaluga Rusia                                 | P-12-90-37                                   |
| TPP      | 2       | 55            | 13.07.1972                                   | LMZ Rusia                                    | K-50-90-4                                    |
| TPP      | 3       | 55            | 13.10.1973                                   | LMZ Rusia                                    | K-50-90-4                                    |
|          | TOTAL   | 122           |                                              |                                              |                                              |
| CPP      | 6       | 60            | 25.01.1986                                   | Zamech Polonia                               | 9K-66                                        |
| CPP      | 7       | 60            | 16.09.1988                                   | Zamech Polonia                               | 9K-66                                        |
| CPP      | 8       | 60            | 31.03.1889                                   | Zamech Polonia                               | 9K-66                                        |
|          | TOTAL   | 180           |                                              |                                              |                                              |
| UNIDAD 9 | 9       | 36 (BPTG)     | 02.09.2014                                   | Skoda, República Checa                       | PCSM006 071                                  |
|          | TOTAL   | 338           | Con 660 TPH (vapor para la planta de Bokaro) | Con 660 TPH (vapor para la planta de Bokaro) | Con 660 TPH (vapor para la planta de Bokaro) |

### Mjunction Services Limited
Mjunction Services Limited, que opera en Tecnologías de la Información e Internet, es una empresa al 50 % promovida por SAIL y TATA Steel. Fundada en febrero de 2001, en la actualidad no solo es la empresa de comercio electrónico más grande de la India (con transacciones electrónicas por valor de más de 900 000 millones de rupias hasta la fecha), sino que también administra el mercado electrónico del acero más grande del mundo.

### Bhilai JP Cement Ltd
SAIL ha constituido una empresa conjunta con M/s Jaiprakash Associates Ltd para establecer una planta de cemento a base de escoria de 2,2 MT en Bhilai. La empresa estaba previsto que comenzara la producción de cemento en Bhilai en marzo de 2010, mientras que la producción de clínker en Satna debería comenzar en 2009.

### Bokaro JP Cement Ltd
SAIL ha incorporado otra empresa conjunta con M/s JaiPrakash Associates Ltd para establecer una planta de cemento de 2,1 MT en Bokaro utilizando escoria procedente de la acería. Estaba previsto que la producción de cemento comenzase en julio de 2011. La ceremonia de inauguración de la planta de cemento de Bokaro Jaypee estuvo a cargo del primer ministro de Jharkhand Shri Arjun Munda en 2012.

### SAIL&MOIL Ferro Aleaciones (Pvt.) Limited
SAIL ha constituido una empresa conjunta con Manganese Ore (India) Ltd al 50% para producir ferromanganeso y silicomanganeso necesarios para la producción de acero.

### S&T Mining Company Pvt. Ltd.
SAIL ha constituido una empresa conjunta con TATA Steel para la adquisición y el desarrollo conjunto de minas e instalaciones de procesado de carbón. La empresa conjunta está explorando nuevas oportunidades locales para el desarrollo del carbón coquizable, con el fin de asegurarse su suministro.

### International Coal Ventures Pvt. Limited
International Coal Ventures Private Limited es una organización de propósito especial para lograr el objetivo de hacer que las PSU de acero sean autosuficientes en el área del carbón coquizable, se ha incorporado una empresa conjunta compuesta por cinco compañías centrales de PSU, es decir, SAIL, Rashtriya Ispat Nigam Limited (RINL), Coal India Limited y otros países objetivo.

### Desarrollo de las minas de mineral de hierro de Hajigak en Afganistán
Un consorcio compuesto por las empresas estatales NMDC y RINL y empresas siderúrgicas del sector privado: JSW, JSW Ispat, Jindal Steel and Power y Monnet Ispat and Energy, liderado por SAIL, planeaba invertir 75 millones de dólares estadounidenses en la primera fase para el desarrollo de las minas de hierro de Hajigak en Afganistán. El consorcio, en noviembre de 2011, ganó los derechos mineros de tres minas de mineral de hierro que se dice que contienen 1280 millones de toneladas de ricas reservas.

### Desarrollo de minas a través de la subcontratación
SAIL ha decidido subcontratar el desarrollo de dos minas de mineral de hierro virgen en Rowghat en Chhattisgarh y Chiria en Jharkhand con una capacidad anual de 14 y 15 millones de toneladas, respectivamente. Es probable que el desarrollo de cada mina cueste entre ₹1000 crore (130 millones de dólares) y ₹1200 crore (160 millones de dólares).

### SAIL SCL Limited
Una empresa conjunta al 50 % con el Gobierno de Kerala en la que SAIL tiene el control de la gestión para reactivar las instalaciones existentes de Steel Complex Ltd, en Kozhikode y también para establecer, desarrollar y gestionar un tren de laminación TMT de 65 000 TM de capacidad junto con instalaciones de equilibrado y auxiliares.

### International Coal Ventures Private Limited
ICVL es una empresa conjunta de cinco empresas propiedad del gobierno indio. Aparte de Steel Authority of India Limited, los otros participantes son Coal India, Rashtriya Ispat Nigam, National Minerals Development Corporation y National Thermal Power Corporation. ICVL adquirió una participación del 65 por ciento en la mina de carbón de Benga, propiedad de Rio Tinto Group, en julio de 2014.

### SAIL RITES Bengal Alloy Casting Pvt. Limited
SAIL ha firmado una empresa conjunta al 50 % con Burn Standard Company Limited para establecer una planta de fabricación de componentes de vagones en Jellingham, en el distrito de Midnapore oriental de Bengala Occidental. La inversión total para este proyecto sería de ₹210 crore (28 millones de dólares) en Bengala Occidental, y la producción comercial comenzaría a partir de 2014. Fabricará, venderá, comercializará, distribuirá y exportará vagones ferroviarios, incluidos vagones especializados de alta gama, prototipos de vagones, componentes/partes de vehículos ferroviarios, rehabilitación de locomotoras industriales, etc., para el mercado nacional.

## Propiedad y gestión
El Gobierno de la India posee alrededor del 65 % del capital social de SAIL y retiene el control con derecho a voto de la empresa. Sin embargo, SAIL, en virtud de su estatus de maharatna (perteneciente al sector público) en mayo de 2010, disfruta de una importante autonomía operativa y financiera.
Soma Mondal era su presidente en 2022.

## Operaciones
A 31 de marzo de 2015, SAIL cuenta con 93.352 empleados, frente a los 170.368 con los que contaba a 31 de marzo de 2002. Ha habido una reducción continua de la plantilla en los últimos años debido a una mayor productividad y mano de obra racionalizada.
El requerimiento total de su principal materia prima, el mineral de hierro, se satisface a través de las minas de su propiedad. Para satisfacer sus crecientes necesidades, se están ampliando las capacidades de las minas de mineral de hierro existentes y se están desarrollando nuevas explotaciones. Además, se están explorando nuevos yacimientos en los estados de Rayastán, Chhattisgarh, Madhya Pradesh, Maharashtra, Odisha y Karnataka. Alrededor del 24 % de sus necesidades de carbón de coque se satisfacen con fuentes nacionales y el resto con importaciones. Para mejorar la seguridad del carbón coquizable, la empresa también se está esforzando por desarrollar nuevos bloques de carbón coquizable en Tasra y Sitanalla. SAIL es también la compañía minera más grande de la India que participa en el proceso de fabricación de acero, como el carbón y el mineral de hierro. Durante el año fiscal 2019-2020, la empresa extrajo 32.406 millones de toneladas de minerales siderúrgicos.
SAIL produjo 13,9 millones de toneladas de acero bruto operando al 103% de su capacidad instalada, lo que supone un aumento del 1% respecto al año anterior. También generó 710 MW de electricidad durante el año fiscal 2014-15.

## Logros
- "Lo mejor de todo", el premio de Calidad Nacional Rajiv Gandhi en 1993, 2006 y 2007 para sus plantas de Bhilai y Bokaro[14]
- "Quality Summit New York Gold Trophy 2007" (Premio internacional a la excelencia y prestigio comercial) y "Premio a la excelencia en mantenimiento" otorgado por Sumitomo Heavy Industry y TSUBKIMOTO-KOGIO, Japón, ganado por la Planta de Aleaciones de Acero de Durgapur.
- SAIL apareció en la lista de empresas Forbes Global 2000 de 2008 en la posición 647.[15]
- Premio Golden Peacock por combatir el cambio climático - 2008 para BSP, Salud y seguridad ocupacional - 2008 para BSL
- Premio Nacional de Seguridad a la Planta de Acero de Bhilai anunciado por el Ministerio de Trabajo y Empleo, Gobierno de India – 2008
- La Planta Siderúrgica de Durgapur ganó el segundo galardón en los premios de la Asociación de Comunicadores Comerciales de la India - 2008.
- Ispat Bhasha Bharati; el Rajbhasha Journal de SAIL ha sido galardonado con el primer premio en el marco del All India House Journal Award Scheme - 2008–09
- La planta siderúrgica de Salem recibió el premio Greentech Gold en el sector metalúrgico y minero - 2008–09.
- Premio Golden Peacock a la Responsabilidad Social Corporativa ganado por la Planta Siderúrgica de Bhilai (BSP) por tercer año consecutivo – 2009.
- Planta Siderúrgica de Rourkela recibió el premio Srishti Good Green Governance (G-Cube) - 2009.
- Greentech HR Excellence Award obtenido por la Planta Siderúrgica de Durgapur - 2009
- La Planta Siderúrgica de Rourkela (RSP) ocupó el puesto 14 en saneamiento y limpieza por el Ministerio de Desarrollo Urbano de la Unión - 2009–10
- El Greentech Safety Gold Award fue otorgado a la Planta Siderúrgica de Bhilai - 2010
- Premio a la excelencia en recursos humanos de la Fundación Greentech ganado por la Planta Siderúrgica de Bhilai - 2010
- SSP ganó el premio Greentech Silver Award en la categoría de capacitación - 2010.
- Premio a la solidez financiera y operativa del Instituto Indio de Ingeniería Industrial (IIIE) - 2009–10
- Premio Golden Peacock a la Gestión Ambiental - 2011
- Premio Randstad por sus prácticas de recursos humanos y marca de empleador en la categoría "Industrias manufactureras" - 2011
- Premio Maiden Wockhardt Shining Star CSR en la categoría del sector del hierro y el acero - 2011.
- Salem Steel Plant (SSP) ganó el Premio Nacional de Sostenibilidad por sexta vez consecutiva y decimotercera vez desde el inicio del premio del Instituto Indio de Metales (IIM) - 2011.

De los 33 Premios Shram del primer ministro anunciados para 2010 por el Ministerio de Trabajo del Gobierno de India, 17 de los cuales fueron para PSU, los empleados de SAIL ganaron 11 premios. Del número total de 76 premiados en el año, 45 pertenecen a SAIL, una distinción notable para cualquier organización.
Maharatna SAIL ha recibido el premio Golden Peacock Environment Management del año 2011. El premio, en reconocimiento a las iniciativas y logros de SAIL en el campo de la gestión medioambiental, fue presentado por el ministro del Interior de la Unión, Shri P. Chidambaram, el 24 de junio de 2011.
74 de un total de 128 premiados que han ganado el Vishwakarma Rashtriya Puraskar (VRP) son de SAIL. Los 15 de los 28 premios ganados por SAIL fueron para 74 de sus empleados por el desempeño del año 2008. La Planta Siderúrgica de Bhilai ganó 7 de esos premios que involucraron a 36 empleados, y la Planta Siderúrgica de Bokaro ganó 6 premios que involucraron a 29 empleados. La Planta siderúrgica de Durgapur
y la de Salem ganaron 1 premio cada una involucrando a cinco y cuatro empleados respectivamente. Los empleados de SAIL han ganado 4 de los 5 premios de Clase A, que es el mayor número de premios de Clase A ganados por cualquier PSU en la India.

## Planes futuros
En la década de 2020, SAIL se encontraba en proceso de modernización y expansión de sus unidades de producción, recursos de materias primas y otras instalaciones para mantener su posición dominante en el mercado siderúrgico indio. El objetivo es aumentar la capacidad de producción desde el nivel base de producción de 14,6 MT por año (2006–07) a 26,2 MT por año de metal caliente.
El 25 de mayo de 2012, Autoridad del Acero de la India Limitada firmó un memorando de entendimiento con el Gobierno de Bengala Occidental y Burn Standard Company Ltd. para establecer una fábrica de vagones de ferrocarril de aproximadamente ₹210 crore (28 millones de dólares). Este proyecto creará aproximadamente 75.300 puestos de trabajo.
La empresa también busca establecer una planta integrada de plena capacidad en Andhra Pradesh o Telangana y estudia las posibilidades disponibles. Se estimó que la planta, que se propuso como la primera planta de acero de tal escala en el estado, obtendría una inversión de 4.400 millones de rupias.